# Pilocarpina
La pilocarpina és un fàrmac parasimpaticomimètic i un alcaloide que s'obté de les fulles d'espècies del gènere Pilocarpus. És un agonista no selectiu dels receptors muscarínics del sistema nerviós parasimpàtic, el qual, terapèuticament, actua a nivell del receptor muscarínic M3 en especial per la seva aplicació tòpica, com en casos de glaucoma i de xerostomia.
A Espanya està comercialitzada en comprimits com a EFG i Salagen; i com a col·liri (Colircusi pilocarpina).

## Farmacologia
El seu efecte sobre les glàndules sudorípares i sobre les glàndules salivals és més intens que elproduït pels altres colinèrgics. La pilocarpina no tés amina quaternària en la seva estructura, per això travessa la barrera hematoencefàlica. És absorbida fàcilment i penetra les estructures oculars. S'elimina per l'orina en forma lliue o conjugada.

## Usos clínics
Des de fa més de 100 anys s'ha usat la pilocarpina en la teràpia del glaucoma. Actua en un receptor muscarínic de l'acetilcolina (M₃), el qual està ubicat en l'esfínter de l'iris i redueix la pressió intraocular.
La pilocarpina també es fa servir per alleujar la boca seca (xerostomia).
La pilocarpina és un eficient antídot contra l'enverinament per atropina.
Té alguns efectes adversos.